# Mohamed Bouaichaoui
Mohamed Bouaichaoui, né le 15 janvier 1979, est un judoka algérien.

## Palmarès international en judo
| Jeux africains         | Jeux africains | Jeux africains |
| Année                  | Médaille       | Catégorie      |
| ---------------------- | -------------- | -------------- |
| 1999                   | or             | +100 kg        |
| 2003                   | or             | +100 kg        |
| 2003                   | or             | open           |
| 2007                   | argent         | +100 kg        |
| 2007                   | or             | open           |
| Championnats d'Afrique |                |                |
| Année                  | Médaille       | Catégorie      |
| 1998                   | bronze         | +100 kg        |
| 1999                   | or             | +100 kg        |
| 2000                   | or             | +100 kg        |
| 2001                   | or             | +100 kg        |
| 2002                   | bronze         | +100 kg        |
| 2003                   | or             | +100 kg        |
| 2003                   | or             | open           |
| 2004                   | or             | +100 kg        |
| 2005                   | bronze         | +100 kg        |
| 2005                   | or             | open           |
| 2007                   | argent         | +100 kg        |
| 2007                   | or             | open           |
| 2011                   | bronze         | +100 kg        |
| Jeux méditerranéens    |                |                |
| Année                  | Médaille       | Catégorie      |
| 2001                   | argent         | +100 kg        |